# چلیم

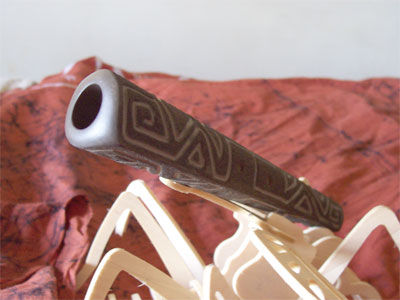
یک نوع چلیم ایتالیایی که با آن کانابایس استعمال میگردد

چلم یا چیلیم یا سر قلیان قطعه‌ای سفالی، چینی یا سرامیکی است که بخشی از قلیان و نگاری را تشکیل می‌دهد. چلم در قلیان آتشدان بوده و بخشی است که تنباکو و آتش (زغال افروخته) در آن قرار می‌گیرد. چلم در نگاری کاربرد و وظیفه‌ای چون حقه در وافور را دارد.
چلم در افغانستان به مجموعه قلیان نیز گفته می‌شود. در ایران نیز چلیم گفته می‌شود و بیشتر برای کشیدن حشیش یا سیگاری استفاده می‌شود و به دو دسته تقسیم میشوند چیلیم خشک و چیلیم دریایی که نئشگی زیادی دارد.
به گفته آلفرد دانهیل، آفریقایی‌ها مدت‌هاست که برای کشیدن حشیش و بعداً تنباکو از پیپ‌های چیلوم استفاده می‌کنند. از کدوها و شاخ های مختلف اغلب استفاده می شد در حالی که کاسه های مخروطی در اوگاندا رایج بود. یکی از معروف‌ترین یپ‌ها، یپ‌ مخروطی عاج است که زمانی متعلق به پادشاه بوگاندا، پادشاه متسا بود. اخیراً در مراسم عبادات توسط راستافاری نیز استفاده می‌شود.